# Donacoscaptes diletantellus
Donacoscaptes diletantellus là một loài bướm đêm trong họ Crambidae.